# Rządy Austrii w latach 1848–1918
Rządy Austrii w latach 1848–1918
- Rząd Felixa Schwarzenberga 1848-1852
- Rząd Aleksandra Bacha 1852-1859 (Era neoabsolutyzmu)
- Rząd Johanna Rechberga 1859-1861
- Rząd Rainera Ferdinanda von Österreich 1861-1865
- Tymczasowy rząd Alexandra Mensdorffa-Pouilly 1865
- Rząd Richarda Belcrediego 1865-1867
- Tymczasowy rząd Ferdinanda Beusta (faktycznie funkcję premiera sprawował Eduard Taaffe) 1867
- Rząd Karla Auersperga 1867-1868
- Pierwszy rząd Eduarda Taaffego 1868-1870
- Rząd Leopolda Hasnera 1870
- Rząd Alfreda Potockiego 1870-1871
- Rząd Karla Hohenwarta 1871
- Prowizoryczny rząd urzędniczy Ludwiga Holzgethana 1871
- Rząd Adolfa von Auersperga 1871-1879
- Drugi rząd Eduarda Taaffego 1879-1893
- Rząd Alfreda Windischgrätza 1893-1895
- Prowizoryczny rząd urzędniczy Ericha Kielmansegga 1895
- Rząd Kazimierza Badeniego 1895-1897
- Pierwszy rząd Paula Gautscha 1897-1898
- Rząd Franza Thuna 1898-1899
- Prowizoryczny rząd urzędniczy Manfreda Clary-Aldringena 1899
- Prowizoryczny rząd urzędniczy Heinricha Witteka 1899
- Pierwszy rząd Ernsta Koerbera 1900-1904
- Drugi rząd Paula Gautscha 1905-1906
- Rząd Konrada Hohenlohe-Schillingsfürsta 1906
- Rząd Maxa Vladimira Becka 1906-1908
- Rząd Richarda Bienertha 1908-1911
- Prowizoryczny rząd urzędniczy Paula Gautscha 1911
- Rząd Karla Stürgkha 1911-1916
- Drugi rząd Ernsta Koerbera 1916
- Rząd Heinricha Clam-Martinica 1916-1917
- Rząd Ernsta Seidlera 1917-1918
- Rząd Maxa Hussarka 1918
- Rząd Heinricha Lammascha 1918